# Анастасија Абрамова
Анастасија Абрамова (17. јун 1902—26. јун 1985.) била је руска балерина Московске балетске школе.
Била је сестра руског балетског критичара Александра Абрамова (алиас Трувит).

## Младост и образовање
Абрамова је рођена 1902. године у Руској империји, у Москви. Почела је да похађа Бољшој балетску школу 1910. године. У Бољшоју су је обучавали Јекатарина Гелцер, Екатерина Вазем и Василиј Тихомиров . Абрамова је дипломирала 1917. године.

## Рад
После дипломирања радила је у Бољшојском балету. Наступала је са Валентином Кудријавцевом, Љубов Банком и Нином Подгоретскајом (то је била прва невенчана жена Игора Мојсејева)- то су биле четири звезде московског балета 1920-их и њихови животи су били веома слични.
Анастасија Абрамова је била професионални партнер Асафа Месерера. Радила је са режисером Александром Алексејевичем Горским и Василијем Тихомировим. Њен деби је био 1922. године наступајући као Лиса у делу Слабо чувана девојка. Други значајни радови су Црвени мак (као Тао-Хоа), Пепељуга и Париски пламен (као Џејн). Такође је наступала у Мали грбав коњ', Мале ствари Александра Горског, Новеровој кореографији (1922), Крцко орашчић' (као Маша), Петрушка (као играчица), Фудбалер (као чистачица улице, главна улога, 1930) итд.
Пензионисала се 1948. године.
У то време у руском балету су постојале две балетске школе у - Санкт Петербургу (Лењинграду) и Москви. Школа балета у Санкт Петербургу развила је високо грациозан плес, а московска школа је била позната по класичном балету. Али тридесетих година прошлог века под Стаљиновим наређењима, група лењинградских плесача стигла је у Москву да замени московске плесаче. После тога, московска школа престала је да постоји. Многи московски плесачи и кореографи напустили су Бољшој театар. Они који нису могли да нађу нови посао, наставили су да раде у Бољшој театру, али нису имали улоге. Таква судбина се десила и Абрамовој. Четири звезде московског балета - Анастасија Абрамова, Валентином Кудријавцева, Љубов Банка и Нина Подгоретскаја - нису имале никакво учешће у представама.
Године 1947. истовремено су добиле титулу "Почасни уметник" од стране РСФСР-а (ru: Заслуженная артистка РСФСР) и одмах су их отпустили.